# David Solari
David Solari (nascido em 6 de junho de 1968) é um ex-ciclista italiano, natural da Austrália. Ele é especialista em provas de ciclismo de pista, onde ganhou várias medalhas no campeonato mundial.
Participou nos Jogos Olímpicos de 1988 em Seul, na prova de perseguição por equipes, e terminou em sexto lugar competindo pela Itália.
É filho do também ciclista Nino Solari.

## Palmarès
- 1990
  - Vencedor de uma etapa do Cinturón a Mallorca
- 1992
  - 1º no Vicenza-Bionde